# فرودگاه آباکان
فرودگاه آباکان (به روسی: Международный Аэропорт Абакан) فرودگاهی عمومی واقع در ولیکی نووگورود در کشور روسیه است که توسط JSC "Aeroport Abakan" اداره می‌شود.

## شرکت‌های هواپیمایی و مقصدهای پروازی

### مسافری
| شرکت‌های هواپیمایی | مقصدهای پروازی               |
| ----------------- | ---------------------------- |
| آئروفلوت          | شرمتیوو                      |
| ایر قرقیزستان     | اوش                          |
| KrasAvia          | کراسنویارسک چرمشانکا، بوگاشف |
| نورداستار         | الیکل                        |
| اس۷ ایرلاینز      | دوموده‌دوو، تولمچوا           |

### باری
| شرکت‌های هواپیمایی       | مقصدهای پروازی                                                                   |
| ----------------------- | -------------------------------------------------------------------------------- |
| Airstars                | چلیابینسک، جینان یاکیانگ، شیاژونگ ژنگدینگ، تیانجین بینهای، اولیانووسک باراتایوکا |
| Grizodubova Air Company | چلیابینسک، تیانجین بینهای                                                        |
| ولگا-نپر ایرلاینز       | بایون گوآنگجو، دوموده‌دوو، شانگهای پودنگ، تیانجین بینهای                          |